# Blaricum
Blaricum – miasto w Holandii położone w prowincji Holandia Północna